# 鈴木智彦
鈴木 智彦（すずき ともひこ、1966年〈昭和41年〉 - ）は日本のカメラマン、ライター、ジャーナリスト、元『実話時代BULL』編集長。

## 経歴
北海道出身。地元の高校を卒業後、日本大学芸術学部写真学科へ入学。1年後に中退（除籍）。
その後スタジオマン、アシスタントを経て、雑誌・広告向けのフリーのカメラマンとなる。アメリカやヨーロッパを舞台に撮影活動を行う。拠点としていたロサンゼルスで安部譲二（作家）の元・舎弟だという食堂経営者・愛ちゃんと知り合い、ヤクザに興味を持つようになる。愛ちゃんに「ヤクザってのは、いい意味でも悪い意味でも、日本文化の縮図だ」、「ヤクザを撮れよ」と勧められる。イーストLAで撮影をしていたとき、地元のギャングに襲われる。
帰国し入院していたときに「暴力」を取材テーマにしたいと考える。偶然ヤクザ専門誌『実話時代』の社員募集を見つけた縁で同誌編集部に入社。そのうち出先から編集部に戻り、「●●組の▲▲様より電話有り。内容＝殺すぞ」という伝言メモがあっても特に驚かなくなる。『実話時代BULL』編集長を務める。
2000年、フリーのカメラマン兼ライターになる。2011年、東日本大震災後の7月から約2か月間にわたって事故を起こした福島第一原子力発電所で作業員として勤務する。これはジャーナリストとしては初の試みだった。この体験を基にして著書『ヤクザと原発 : 福島第一潜入記』（文藝春秋）を公表。
2015年8月に起きた山口組の分裂とその後の騒動について取材を行う。同年12月14日、匿名のツイッターで山口組分裂騒動の内部情報をつぶやき続けるツイッター組長に接触し、メディア初の対面インタビューを行った。山口組分裂の1年後には現役ヤクザ100人に直接電話をかけてアンケートを行い、当事者たちはこの事態をどうとらえているのか、何を考えながら生活しているのか、ヤクザを続けたいと思っているのか、自分たちの存在をどのように考えているのか、ヤクザの世界はどうなっているのかなどを調査した。

## 人物
- ヤクザ社会に対して独自の視座を持つ若手のライターとして活躍している。取材に基づいて実話系雑誌、週刊誌、『別冊宝島』などで幅広くアウトローやヤクザ関連の記事を執筆している。「暴力団取材のエキスパート」と呼ばれる[41]。
- アワビ、ウニ、カニ、ウナギ、ナマコといった海産物の密漁の取材も行っている[42][43][44][45][46][47]。
- 溝口敦（ノンフィクション作家、ジャーナリスト）と土井善晴（料理研究家）を尊敬している。鈴木と溝口は『週刊ポスト』や『SAPIO』でたびたび対談している[48][49][50][51][52][53][54][55][56][57]。
- カメラ、バイク、日本の家庭料理にも造詣が深い。
- 四課について、「四課（暴力団を取り締まる組織犯罪対策部のこと）とか要らないんじゃないか」と発言した上で、「弱体化しているのは警察のおかげではあるんですが、たまには抗争をしてくれないと存在価値がなくなってしまうし「中略」警察としては分裂したままのほうが都合がいい。」と事実上皮肉を込めた発言をしている[58]。

## ヤクザ映画
- 『週刊ポスト』2014年12月12日号の記事で、ヤクザ映画ベスト5として次の5作品を選んだ[59]。
  - 『シャブ極道』（1996年、大映）
  - 『仁義なき戦い 頂上作戦』（1974年、東映）
  - 『博徒七人』（1966年、東映）
  - 『博奕打ち いのち札』（1971年、東映）
  - 『昭和残侠伝』（1965年、東映）
- 2016年1月、ドキュメンタリー映画『ヤクザと憲法』（2016年、東海テレビ放送）を「現状、これ以上の映像ドキュメントは不可能というレベルの作品」と絶賛した[60]。
- 同年3月、『血と掟』（1965年、松竹）は「『演技のヤクザ』と『本物のヤクザ』の違いを理解できる作品」だと述べた[61]。

## ネットTV出演
- ニコ生トークセッション「ヤクザと原発〜福島第一潜入記〜」（ニコニコ生放送、2011年12月14日、出演：鈴木智彦・青木理[62]）
- 裏社会に生きる「わるいやつら」を徹底解剖!（ニコニコ生放送、2012年2月7日、出演：溝口敦・鈴木智彦、聞き手：増子瑞穂[63]）

## 映画化作品
- 『全員死刑』（日活、2017年） - 著書『我が一家全員死刑』（コアマガジン、2010年）の映画化。

## 著書

### 単著
- 『血染めの黙示録 : もう一つの『仁義なき戦い』』洋泉社、2005年7月。ISBN 9784896919301。
- 『極道のウラ知識』宝島社、2006年12月。ISBN 9784796655200。
  - 『極道のウラ知識』〈宝島社文庫〉2008年2月。ISBN 9784796662659。
- 『極道のウラ情報』宝島社、2007年5月。ISBN 9784796657990。
  - 『極道のウラ情報』〈宝島sugoi文庫〉2008年8月。ISBN 9784796665346。
- 『侠（おとこ）のメシ : メシを通してヤクザの世界を知る!』小原康弘、タカミトモトシ、ホセ・フランキー 画、ミリオン出版〈ミリオンパワーブックス〉、2007年7月。ISBN 9784813020639。
- 『我が一家全員死刑 : 大牟田4人殺害事件「死刑囚」獄中手記』コアマガジン、2010年11月。ISBN 9784862529138。
  - 『我が一家全員死刑 : 福岡県大牟田市4人殺害事件“死刑囚”獄中手記』〈コア新書〉2014年12月。ISBN 9784864367141。
  - 『全員死刑 : 大牟田4人殺害事件「死刑囚」獄中手記』〈小学館文庫〉2017年11月。ISBN 9784094064759。
- 『潜入ルポ ヤクザの修羅場』〈文春新書〉2011年2月。ISBN 9784166607938。
- 『ヤクザ1000人に会いました!』宝島社、2011年4月。ISBN 9784796682671。
  - 『ヤクザ1000人に会いました!』〈宝島sugoi文庫〉2012年1月。ISBN 9784796689090。
- 『ヤクザと原発 : 福島第一潜入記』文藝春秋、2011年12月。ISBN 9784163747705。
  - 『ヤクザと原発 : 福島第一潜入記』〈文春文庫〉2014年6月。ISBN 9784167901264。
- 『ヤクザ300人とメシを食いました!』宝島社、2012年3月。ISBN 9784796696807。
  - 『ヤクザ500人とメシを食いました!』〈宝島sugoi文庫〉2013年2月。ISBN 9784800207753。 - 『ヤクザ300人とメシを食いました!』を増補・改訂したもの
- 『ヤクザ専門ライター365日ビビりまくり日記』ミリオン出版、2015年9月。ISBN 9784813022602。
- 『ヤクザのカリスマ : 愚連隊から山口組分裂まで　闇の戦後ヤクザ70年史』ミリオン出版〈ナックルズ選書〉、2016年5月。ISBN 9784813022695。
- 『鈴木智彦の「激ヤバ地帯」潜入記!』宝島社、2016年11月。ISBN 9784800257017。
- 『サカナとヤクザ 〜暴力団の巨大資金源「密漁ビジネス」を追う〜』小学館、2018年10月。ISBN 9784093801041。
  - 『サカナとヤクザ 暴力団の巨大資金源「密漁ビジネス」を追う』小学館〈小学館文庫〉、2021年8月。ISBN 978-4-09-407052-1。
- 『昭和のヤバいヤクザ』〈講談社+α文庫〉2019年1月。ISBN 9784062816496。
- 『ヤクザときどきピアノ』CCCメディアハウス、2020年3月。ISBN 9784484202075。

### 共著
- 本堂淳一郎、山平重樹、正延哲士、猪野健治、坂本敏夫、五十嵐毅『伝説のヤクザたち : 日本アウトロー烈伝』洋泉社、2005年5月。ISBN 9784896919158。
- 猪野健治、大貫説夫、本堂淳一郎『日本アウトロー烈伝　親分』洋泉社、2005年9月。ISBN 9784896919516。
- 夏原武、李策、江建、日名子暁『アンダーグラウンド・ビジネス最前線』洋泉社〈Yosensha paperbacks〉、2005年10月。ISBN 9784896919516。
- 国原一『六代目山口組vs警察 : 新頂上作戦、その水面下の攻防を追う!』洋泉社〈洋泉社mook〉、2006年7月。ISBN 9784862480606。
- 小和田三郎、寺澤有、夏原武、山田直樹ほか『追跡! 平成日本タブー大全〈2〉』〈宝島社文庫〉2006年10月。ISBN 9784796655026。
- 西岡研介、一ノ宮美成、吾妻博勝、山本譲司ほか『誰も書けなかった日本のタブー』〈宝島sugoi文庫〉2009年3月。ISBN 9784796669887。
- 溝口敦、山村明義、一ノ宮美成、寺澤有ほか『平成日本タブー大全』〈宝島sugoi文庫〉2011年3月。ISBN 9784796682176。
- 一ノ宮美成、小出裕章、広瀬隆ほか『原発再稼働の深い闇』〈宝島社新書〉2012年9月。ISBN 9784800202307。
- 溝口敦、盛力健児、工藤明男ほか『暴力団のタブー : 密着! 激変する日本の闇社会』〈宝島sugoi文庫〉2014年1月。ISBN 9784800220561。
- 溝口敦、夏原武、小野登志郎ほか『歌舞伎町アウトロー伝説』〈宝島sugoi文庫〉2014年2月。ISBN 9784800222831。
- 伊藤博敏、夏原武、鈴木大介ほか『ヤクザと芸能界とマスコミ : 黒い人脈の正体　平成日本タブー大全〈2016〉』宝島社、2016年3月。ISBN 9784800252401。
- 西岡研介、伊藤博敏、夏原武ほか『山口組 分裂抗争の全内幕』〈宝島sugoi文庫〉2016年12月。ISBN 9784800263728。
- 西岡研介、森功、伊藤博敏、寺澤有『言ってはならない日本のタブー100』宝島社、2017年7月。ISBN 9784800274960。
- 溝口敦『教養としてのヤクザ』小学館新書、2019年10月3日。

### 漫画原作
- 「実録もうひとつの仁義なき戦い〜元打越会若頭山口英弘の日記〜」ナックルズGOLDコミックス・漫画ナックルズGOLD特別編集、2007年11月30日刊、画：幸野武史
- 「カタギに溶け込むヤクザ 資金調達の全貌」『実話BUNKAタブー』2016年4月号、画：子原こう
- 「実録！暴力団東南アジア侵攻」『実話BUNKAタブー』2016年10月号、画：伊賀和洋
- 「ヤクザ辞めさせ屋 怨嗟渦巻く暴力社会、円満脱退には“理由”が必要」『実話BUNKAタブー』2017年8月号、画：伊賀和洋
- 「売人の術中に嵌った大手新聞記者」『実話BUNKAタブー』2020年4月号、画：伊賀和洋
- 「六度も破門されたダメヤクザ」『実話BUNKAタブー』2020年9月号、画：ハヤカワ天狗